# Challenger de Santiago
El Challenger de Santiago es un torneo de tenis de la categoría Challenger que se disputa en la ciudad de Santiago, Chile desde el año 2005. Se juega en superficie de arcilla, también conocida como tierra batida.

## Finales

### Individuales
| Año      | Campeón                                            | Finalista                                          | Resultado                                          |
| -------- | -------------------------------------------------- | -------------------------------------------------- | -------------------------------------------------- |
| 2005     | Tomas Behrend                                      | Adrián García                                      | 7–6(3), 4–6, 6–2                                   |
| 2006     | Boris Pašanski                                     | Paul Capdeville                                    | 6–2, 7–6(9)                                        |
| 2007     | Martín Vassallo Argüello                           | Fabio Fognini                                      | 1–6, 7–5, 6–4                                      |
| 2008     | Thomaz Bellucci                                    | Eduardo Schwank                                    | 6–3, 3–6, 6–1                                      |
| 2009     | Máximo González                                    | Mariano Zabaleta                                   | 6–4, 6–3                                           |
| 2010     | No realizado debido al Terremoto de Chile de 2010. | No realizado debido al Terremoto de Chile de 2010. | No realizado debido al Terremoto de Chile de 2010. |
| 2011     | Máximo González                                    | Éric Prodon                                        | 7–5, 0–6, 6–2                                      |
| 2012     | Paul Capdeville                                    | Antonio Veić                                       | 6–3, 6–7(5), 6–3                                   |
| 2013     | Facundo Bagnis                                     | Thiemo de Bakker                                   | 7-6(2), 7-6(3)                                     |
| 2014     | Thiemo de Bakker                                   | James Duckworth                                    | 4–6, 7–6(10), 6–1                                  |
| 2015     | Facundo Bagnis                                     | Guilherme Clezar                                   | 6-2, 5–7, 6–2                                      |
| 2016     | Facundo Bagnis                                     | Rogério Dutra Silva                                | 6–7(3), 6–4, 6–3                                   |
| 2017     | Rogério Dutra Silva                                | Nicolás Jarry                                      | 7–5, 6–3                                           |
| 2018     | Marco Cecchinato                                   | Carlos Gómez Herrera                               | 1–6, 6–1, 6-1                                      |
| 2019     | Hugo Dellien                                       | Wu Tung-lin                                        | 5–7, 7–6(1), 6–1                                   |
| 2020     | No realizado debido a la pandemia de COVID-19.     | No realizado debido a la pandemia de COVID-19.     | No realizado debido a la pandemia de COVID-19.     |
| 2021-I   | Sebastián Báez                                     | Tomás Barrios                                      | 6-3, 7-6(4)                                        |
| 2021-II  | Juan Pablo Varillas                                | Sebastián Báez                                     | 6-4, 7-5                                           |
| 2021-III | Sebastián Báez                                     | Felipe Meligeni Alves                              | 3-6, 7-6(6), 6-1                                   |
| 2022     | Hugo Dellien                                       | Alejandro Tabilo                                   | 6–3, 4–6, 6–4                                      |
| 2023     | Hugo Dellien                                       | Thiago Seyboth Wild                                | 3–6, 6–3, 6–3                                      |
| 2024     | Juan Pablo Varillas                                | Facundo Bagnis                                     | 6–3, 6–2                                           |
| 2025     | Daniel Elahi Galán                                 | Thiago Monteiro                                    | 7–5, 6–3                                           |

### Dobles
| Año      | Campeones                                          | Finalistas                                         | Resultado                                          |
| -------- | -------------------------------------------------- | -------------------------------------------------- | -------------------------------------------------- |
| 2005     | Giovanni Lapentti Damián Patriarca                 | Enzo Artoni Ignacio González King                  | 6–2, 4–6, 6–4                                      |
| 2006     | Sergio Roitman Máximo González                     | Felipe Parada Jorge Aguilar                        | 6–4, 6–3                                           |
| 2007     | Brian Dabul Marc López                             | Horacio Zeballos Pablo Cuevas                      | 6–2, 3–6, [10–8]                                   |
| 2008     | Eduardo Schwank Mariano Hood                       | Brian Dabul Jean-Julien Rojer                      | 6–3, 6–3                                           |
| 2009     | Horacio Zeballos Sebastián Prieto                  | Flávio Saretta Rogério Dutra da Silva              | 7–6 (2), 6–2                                       |
| 2010     | No Realizado debido al Terremoto de Chile de 2010. | No Realizado debido al Terremoto de Chile de 2010. | No Realizado debido al Terremoto de Chile de 2010. |
| 2011     | Máximo González Horacio Zeballos                   | Guillermo Rivera Cristóbal Saavedra                | 6–3, 6–4                                           |
| 2012     | Paul Capdeville Marcel Felder                      | Jorge Aguilar Daniel Garza                         | 6–7 (3), 6–4, [10–7]                               |
| 2013     | Marcelo Demoliner João Souza                       | Federico Delbonis Diego Junqueira                  | 7-5, 6-1                                           |
| 2014     | Christian Garín Nicolás Jarry                      | Jorge Aguilar Hans Podlipnik-Castillo              | W/O                                                |
| 2015     | Andrés Molteni Guido Pella                         | Andrea Collarini Máximo González                   | 7–6(9–7), 3–6, [10–4]                              |
| 2016     | Julio Peralta Hans Podlipnik                       | Facundo Bagnis Máximo González                     | 7–6(7–4), 4–6, [10–5]                              |
| 2017     | Tomás Barrios Nicolás Jarry                        | Máximo González Andrés Molteni                     | 6–4, 6–3                                           |
| 2018     | Jonathan Eysseric Romain Arneodo                   | Guido Andreozzi Guillermo Durán                    | 7-6 (4), 1-6, [12-10]                              |
| 2019     | Fernando Romboli Franco Agamenone                  | Facundo Argüello Martín Cuevas                     | 7-6 (5), 1-6, [10-6]                               |
| 2020     | No realizado debido a la pandemia de COVID-19.     | No realizado debido a la pandemia de COVID-19.     | No realizado debido a la pandemia de COVID-19.     |
| 2021-I   | Gonçalo Oliveira Luis David Martínez               | Rafael Matos Felipe Meligeni                       | 7-5, 6-1                                           |
| 2021-II  | Diego Hidalgo Nicolás Jarry                        | Evan King Max Schnur                               | 6–3, 5–7, [10–6]                                   |
| 2021-III | Evan King Max Schnur                               | Hans Hach Verdugo Miguel Ángel Reyes-Varela        | 3–6, 7–6(3), [16–14]                               |
| 2022     | Diego Hidalgo Cristian Rodríguez                   | Pedro Cachín Facundo Mena                          | 6–4, 6–4                                           |
| 2023     | Pedro Boscardin Dias João Lucas Reis da Silva      | Diego Hidalgo Cristian Rodríguez                   | 6–4, 3–6, [10–7]                                   |
| 2024     | Fernando Romboli Marcelo Zormann                   | Boris Arias Federico Zeballos                      | 7–6(5), 6–4                                        |
| 2025     | Vasil Kirkov Matías Soto                           | Mateus Alves Luís Britto                           | 6–4, 6–3                                           |

## Palmarés
- Máximos ganadores del certamen a la edición de 2021-III.
- Notas: años en negrita = títulos en individuales; años en formato normal = títulos en dobles.

### Títulos por tenista
| País                        | Tenista                                                                               | Individual | Individual | Dobles  | Dobles  | Total   | Total   | Títulos                |
| País                        | Tenista                                                                               | Títulos    | Segundo    | Títulos | Segundo | Títulos | Segundo | Títulos                |
| --------------------------- | ------------------------------------------------------------------------------------- | ---------- | ---------- | ------- | ------- | ------- | ------- | ---------------------- |
| Bandera de Argentina        | Máximo González                                                                       | 2          | 0          | 2       | 3       | 4       | 3       | 2006, 2009, 2011, 2011 |
| Bandera de Chile            | Nicolás Jarry                                                                         | 0          | 1          | 3       | 0       | 3       | 1       | 2014, 2017, 2021-II    |
| Bandera de Argentina        | Facundo Bagnis                                                                        | 3          | 0          | 0       | 0       | 3       | 0       | 2013, 2015, 2016       |
| Bandera de Argentina        | Sebastián Báez                                                                        | 2          | 1          | 0       | 0       | 2       | 1       | 2021-I, 2021-III       |
| Bandera de Chile            | Paul Capdeville                                                                       | 1          | 1          | 1       | 0       | 2       | 1       | 2012, 2012             |
| Bandera de Argentina        | Horacio Zeballos                                                                      | 0          | 0          | 2       | 1       | 2       | 1       | 2009, 2011             |
| Bandera de Brasil           | Rogério Dutra Silva                                                                   | 1          | 1          | 0       | 1       | 1       | 2       | 2017                   |
| Bandera de los Países Bajos | Thiemo de Bakker                                                                      | 1          | 1          | 0       | 0       | 1       | 1       | 2014                   |
| Bandera de Argentina        | Eduardo Schwank                                                                       | 0          | 1          | 1       | 0       | 1       | 1       | 2008                   |
| Bandera de Chile            | Tomás Barrios                                                                         | 0          | 1          | 1       | 0       | 1       | 1       | 2017                   |
| Bandera de Argentina        | Brian Dabul                                                                           | 0          | 0          | 1       | 1       | 1       | 1       | 2007                   |
| Bandera de Argentina        | Andrés Molteni                                                                        | 0          | 0          | 1       | 1       | 1       | 1       | 2015                   |
| Bandera de Chile            | Hans Podlipnik                                                                        | 0          | 0          | 1       | 1       | 1       | 1       | 2016                   |
| Bandera de Estados Unidos   | Evan King                                                                             | 0          | 0          | 1       | 1       | 1       | 1       | 2021-III               |
| Bandera de Estados Unidos   | Max Schnur                                                                            | 0          | 0          | 1       | 1       | 1       | 1       | 2021-III               |
|                             | Otros 27 tenistas han disputado una única final, y han obtenido un título a su haber. |            |            |         |         |         |         |                        |